# Heliotropium aucheri
Heliotropium aucheri är en strävbladig växtart. Heliotropium aucheri ingår i Heliotropsläktet som ingår i familjen strävbladiga växter.

## Underarter
Arten delas in i följande underarter:
- H. a. aucheri
- H. a. carmanicum